# Iris Hoppe
Iris Hoppe (* 29. Juni 1970 in Solingen) ist eine bildende Künstlerin mit den Schwerpunkten audiovisuelle Installationen, Performances, partizipative Projekte im öffentlichen Raum, Fotografie und Zeichnung.

## Leben und Werk
Iris Hoppe studierte 1992 bis 1996 Bildende Kunst an der Gerrit Rietveld Academie in Amsterdam u. a. bei den Konzeptkünstlern Paul Goede und Roy Villevoye, dem Bildhauer Frank Mandersloot, der Netzkünstlerin Martine Neddam (Mouchette) und Video- und Performancekunst Pionierin Nan Hoover. Sie hatte ihren Wohnsitz in Amsterdam bis 2013 und war als Künstlerin im Beroepsverband Beeldende Kunstenaars, Niederlande, organisiert. Seit 1999 erhält Iris Hoppe regelmäßig verschiedene Projekt- und Aufenthaltsstipendien in den Niederlanden und Deutschland. Nach ihrem Studium qualifizierte sie sich 1998 zusätzlich in der Video- und Audionachbearbeitung an der mse-Medienschule Erftkreis. Von 1999 bis 2001 arbeitete Iris Hoppe in Zusammenarbeit mit Yariv Alter Fin als Netzkunst Kuratorin bei Smart Project Space, Stiftung für zeitgenössische Kunst, Amsterdam. 2001 leitete Iris Hoppe in Kooperation mit dem Filmer und Komponisten Arnoud Noordegraaf ein großes Projekt multimedialer Performance „0.“ (Nullpunkt) mit fünf visuellen Künstlern, u. a. Oliver Schwabe und fünf Komponisten, u. a. David Dramm, Cor Fuhler, Yannis Kyriakides und Marko Ciciliani, und atonaler Musik gespielt von zehn Pianisten im Paradiso, Amsterdam. Ab 2002 folgten erste Gastvorträge an der Kunsthochschule für Medien, Köln, und an der Faculty of Fine Arts, Chiang Mai Universität, Thailand. Lehraufträge zur Praxis der zeitgenössischen Kunst führte Iris Hoppe zwischen 2007 und 2022 mehrmals an die Hochschule der Bildenden Künste Saar und an die Ruhrakademie Schwerte. So rückte beispielsweise während eines Praxisseminars im Fachbereich Freie Kunst/Ruhrakademie unter ihrer Leitung die denkmalgeschützte Gartenstadt in Schwerte-Ost in ihren Fokus. In einer Ausstellung von Studierenden der Ruhrakademie, Klasse Iris Hoppe, stand neben der Auseinandersetzung mit aktueller Kunst insbesondere die Wirkung von Kunst auf den Menschen im Fokus. Neben ihrer Lehrtätigkeit engagiert sich Hoppe als Kuratorin und in der außerhochschulischen kunstvermittelnden Praxis. Kontextspezifisch und projektbezogene Themen sind Grenzmarkierungen-Köln, eine Feldforschung zum Thema Grenzen im öffentlichen Raum für Jugendliche aus sozial schwachen Stadtteilen (2008); Gewalt.Frei, ein partizipatorisches Ausstellungsprojekts mit SuS der Gesamtschule Leverkusen-Schlebusch in Kooperation mit Kristina Leko im Kunstverein Leverkusen Schloss Morsbroich e.V. (2011); Future Perfect - wir vollenden die Zukunft, konzeptübergreifende Interventionen in Leerständen und auf Straßen zur Neugestaltung des Viehplätzchenviertels Euskirchen (2014), oder Stadtbesetzung mit Kunst auf offener Straße. Iris Hoppe lebt in Leichlingen, ihr Atelier befindet sich in Köln.
Iris Hoppe künstlerische Arbeiten umfassen audiovisuelle Installationen, Performances, partizipative Projekte im öffentlichen Raum, Fotografie und Zeichnung. Schon während ihres Studiums untersuchte sie die Wechselwirkungen von Handlung, Zeit, Fläche und Raum in zeitbasierten Medien. Zur Entwicklung ihrer vielschichtigen Rauminstallationen verbindet die Künstlerin Wahrnehmungsebenen bewegter und nicht bewegter Bilder, indem die spezifischen visuellen Eigenschaften mit Texten, Zeichnung und Audioelementen wie Geräusche und/oder Sprache kombiniert werden. Ihr Interesse für psychogeografische Aspekte des menschlichen Verhaltens lässt sie Akteure unterschiedlicher Herkunft, Alters und gesellschaftlichen Standes in ihre Projekte einbeziehen. Mit Feldforschungsmethoden erarbeitet und dokumentiert Hoppe bildnerische Resultate. Im Zentrum stehen Untersuchungen von performativen Strategien mit partizipativen Praktiken an den Schnittstellen von Performance, Installation, zeitbasierte Medien und dem urbanen Raum. Das Thema Grenze durchzieht auf unterschiedliche Art und Weise Hoppes gesamtes künstlerisches Werk. Sie untersucht Grenzen zwischen Menschen, mentale, räumliche Grenzen und die Grenzen von Kunsträumen und künstlerischen Produktionen. Ein methodisches Merkmal ihrer Arbeit ist die Einbeziehung von Familienmitgliedern, Freunden, Kollegen oder Passanten als direkte Protagonisten der Projekte.
Iris Hoppe ist seit 2016 Mitglied und seit 2017 stellvertretende Vorsitzende in der GEDOK KÖLN e.V., seit 2017 im Berufsverband Bildender Künstler Köln e.V., seit 2020 im Deutschen Künstlerbund e.V. und Mitglied im Arbeitskreis Diversität und im Arbeitskreis Stadtwandel der Kulturkonferenz des Kulturrats NRW. Ab Juni 2023 Vorstandsmitglied in der IGBK Internationale Gesellschaft der Bildenden Künste, Berlin.

## Ausstellungen (Auswahl)

### Einzelausstellungen
- 1999 Inside Out, Intervention, Gil & Moti Homegallery, Rotterdam, NL
- 2002 Meeting Point, Videoprojekt auf Bahninform-Großbildschirmen, simultan in 26 Bahnhöfen Deutschlands, Deutsche Bahn AG
- 2008 Der Paradiesapfel, Performances und Installationen, Turm Lutherkirche, Köln
- 2017 #pssst, partizipative Performance im öffentlichen Raum, Stadtbesetzungen II - Körperkunst, Stadtraum Monheim am Rhein[15][16]
- 2019 Zeit(ver)lauf, Open Space, Kunstverein Leverkusen Schloss Morsbroich e.V.[17][18]
- 2020 Wheel of Time, City of Gold, Essen; Grenzzirkel, Installationen, Fotografie und Zeichnung, Raum für Gäste, Aachen[19][20]
- 2021 Sense of Balance, interaktive Audioskulptur, Trinitatiskirche[21], Bonn[22]; Sense of Balance, St. Aldegundiskirche[23], Emmerich a.R.[24]

### Gruppenausstellungen
- 2000 360° Cologne mit Stephen Craig, Mischa Kuball, Matt Mullican, Edwin Zwakman, AXA-Hochhaus, Köln
- 2002 Bodycase, MKgalerie.nl, TENT., Gil & Moti Homegallery, Rotterdam, NL; Arsenal / Armory mit u. a. Corinna Schnitt, Die Wandelhalle, Köln; Meeting Point Mobil, Video, LED-Wand ZeitHaus, VW Autostadt, Wolfsburg
- 2003 Border Device[s] mit u. a. Mona Vatamanu & Florin Tudor, Roomade, Brüssel, BE; [ve] 01 border counter, Utopia Station, Arsenale, Biennale di Venezia, IT; Thailand First New Media Art Festival, CMU Art Museum, Chiang Mai, TH; Rencontres Internationales, Ecole nationale supérieure des beaux-arts, Paris, FR
- 2004 Video as urban condition, Austrian Cultural Forum[25], London, UK
- 2005 Urban screens, Stedelijk Museum[26], Amsterdam, NL
- 2006 Crossing the screen mit u. a. Marina Abramović, Candice Breitz, Ulrike Rosenbach, Klaus vom Bruch, IMAI, NRW Forum, Düsseldorf
- 2008 Lost and Found, Sonderschau Art Cologne[27] mit u. a. Paul McCarthy, Marcel Odenbach, Aki Nakazawa, Hermann Nitsch, IMAI inter media art institute, Köln; Bild-Rausch-Videofestival, Kino 8 ½, Saarbrücken
- 2009 (in) place of border, Urbanfestival, BLOK[28], Zagreb, HR; Performativer Werkvortrag, partizipative Strategien im öffentlichen Raum, Galerija Miroslav Kraljevic, Zagreb, HR
- 2015 Video-Box - Über Grenzen mit u. a. Marcel Odenbach, Maria Vedder, Stiftung IMAI, Haus der Universität Düsseldorf
- 2017 Heimat Variationen, Lutherkirche, Köln
- 2018 Soirée Sonique #17, LTK4[29] Klangbasierte Künste, Köln; Vorgebirgspark Skulptur[30] 2018 mit u. a. Alice Musiol, IG Kunst im Park, Köln; Statements Köln, partizipatorische Projekte, Artothek Köln
- 2019 Unscharf, 3. Kunstpreis der Evangelischen Landeskirche, Kunsthalle Göppingen (Ausstellungskatalog); Get the Point, 90 Jahre Gedok Köln, Altes Pfandhaus, Köln
- 2020 Mind Your Step mit u. a. Tim Knowles, Zone2Source, Het Glazen Huis, Amsterdam; #reallife mit Alice Musiol, Schaufenster ehemaliges Lust for Life[31], Aachen; Am Wasser leben, Kunstsommer, Galerie Schöber, Burg Wertheim[32]; 24 Künstler - 24 Multiples mit u. a. Franz Burkhardt, Raum für Gäste[33], Aachen
- 2021 Member Showcase #2 mit u. a. Via Lewandowsky, Galerie Hohenthal und Bergen, SHIM Art Network, Artsy; Sense of Balance / Schemen mit Martin Thomé, Erphokirche, Münster; Member Showcase #1, Galerie Hohenthal und Bergen, Artsy; Sense of Balance, Coronopoly Reihe, LTK4 Klangbasierte Künste, Köln; A Rose (is A Rose) mit u. a. Bjørn Melhus, Charity-Projekt, Galerie Hohenthal und Bergen, Berlin
- 2022 PARADIESGARTEN (Lost), Künstlerverein Malkasten, Düsseldorf[34]; ARTIVI2M, Museo Fortezza Orsini Sorano, Toscana, IT; The Dream, Spazio SV Centro espositivo San Vidal, Venedig, IT
- 2023 Showcase #3, Galerie Hohenthal und Bergen, SHIM Art Network, New York, US[35]; 24 Artists - 24 Multiples, Raum für Gäste, Aachen[36]

## Preise
- 2008 Nominierung, Landesförderpreis für Künstlerinnen und Künstler, Sparte Medienkunst, Staatskanzlei Düsseldorf
- 2019 Nominierung mit Zielübung / target practice[37], in Unscharf, 3. Kunstpreis der Evangelischen Landeskirche in Württemberg[38][39]
- 2022 Nominierung Ida Dehmel Kunstpreis[40], GEDOK Bundesverband, Bonn[41]

## Katalog
Iris Hoppe Counter Balance. Verlag Kettler, Dortmund 2024. ISBN 978-3-9874113-2-8. (Texte von Susannah Cremer-Bermbach und Peter Lodermeyer)